# Мита бунгаку
Мита бунгаку (яп. 三田文学 Мита бунгаку, «Литература Мита») — японский ежеквартальный литературный журнал, выпускаемый при филологическом факультете Университета Кэйо. Мита — название района в Минато (Токио), где расположен университет Кэйо. Журнал учреждён в 1910 году по инициативе преподававшего тогда на факультете Нагаи Кафу, ставшего первым редактором журнала. Многочисленными публикациями авторов, примыкавший к японской школе эстетов, к которым относился и сам Нагаи Кафу, «Мита бунгаку» противопоставил себя журналу «Васэда бунгаку», оплоту японских писателей-натуралистов. В 1916 году с уходом со своего поста Кафу, журнал пришёл в упадок, а в 1925 году даже временно прекратил существование. Возрождён он был в 1926 году группой литераторов во главе Такитаро Минаками. В новом виде «Мита бунгаку» просуществовал вплоть до 1976 года, когда вновь был закрыт по причинам экономического характера. В современном своём виде, в котором он существует до настоящего времени, журнал начал выпускаться с 1985 года.
Журнал ориентирован на публикацию литературы дзюнбунгаку. В числе видных писателей, в своё время дебютировавших в «Мита бунгаку» либо тесно с ним сотрудничавших Сюсаку Эндо, Сётаро Ясуока и другие «третьи новые», а также критик Дзюн Это. Журналом курируется собственная литературная премия для дебютантов.